# Zielone ludziki

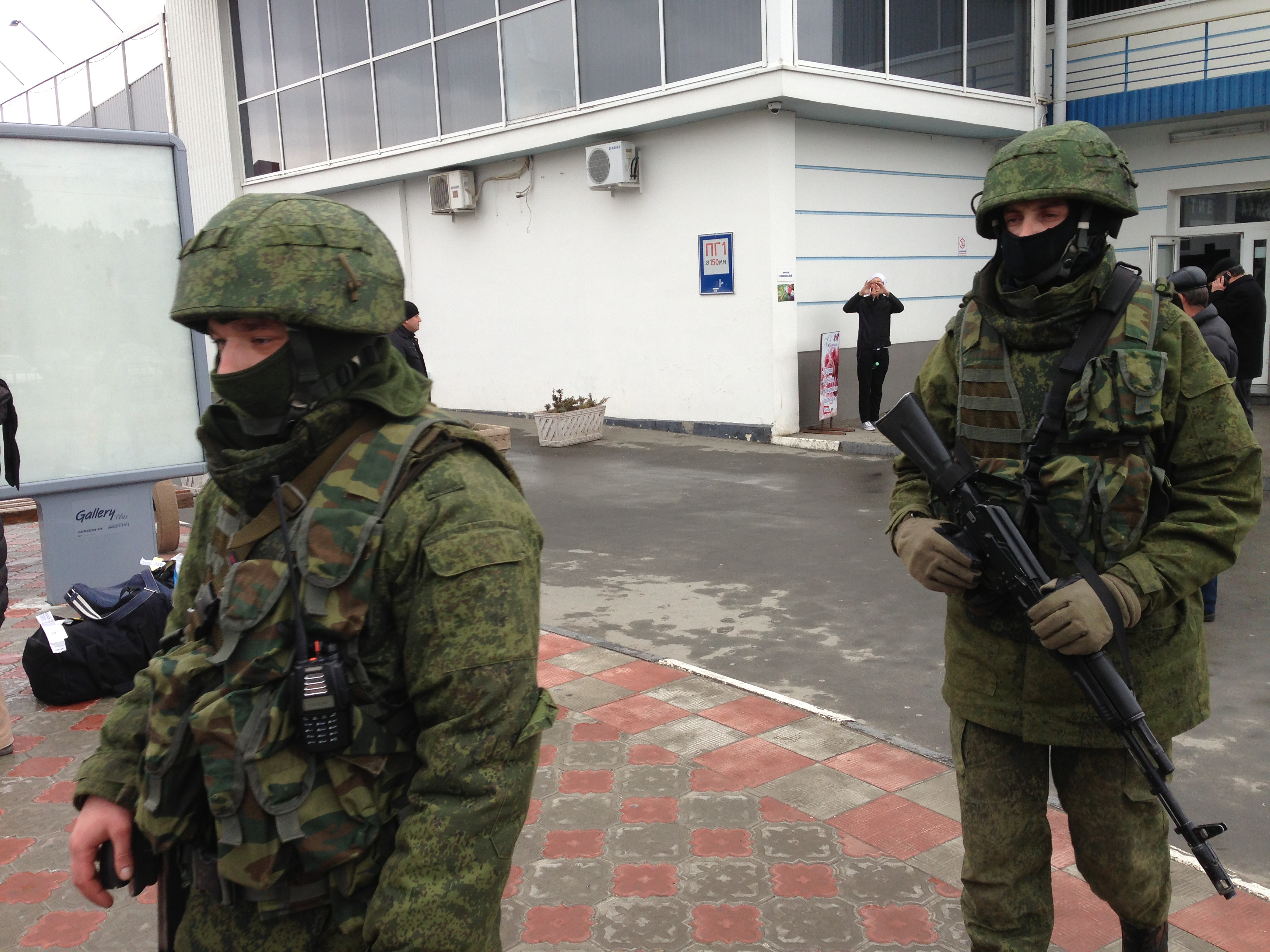
Uzbrojeni rosyjscy żołnierze bez insygniów okupujący lotnisko w Symferopolu, 2014

Zielone ludziki (ros. зелёные человечки zjelionyje cziełowieczki, ukr. зелені чоловічки zełeni czołowiczky, w przekazie rosyjskim także uprzejmi ludzie, ros. вежливые люди, wjeżliwyje liudi) – potoczne określenie uzbrojonych rosyjskich żołnierzy nieposiadających dystynkcji wojskowych ani innych wyróżników, które pozwalałyby na określenie ich przynależności państwowej, prowadzących zbrojne regularne i nieregularne działania na Krymie (aneksja Krymu przez Rosję) oraz na wschodzie Ukrainy (wojna w Donbasie), wymierzone przeciwko jej integralności i niezawisłości.